# Camille Vallaux
Pour les articles homonymes, voir Vallaux.
Œuvres principales
- Les sciences géographiques (1925)
- Géographie sociale : le sol et l'État (1911)
- La géographie de l'histoire : géographie de la guerre et de la paix sur mer (1921)
- Géographie générale des mers  (1933)

Camille Vallaux, né à Vendôme (Loir-et-Cher) le 2 octobre 1870 et mort au Relecq-Kerhuon (Finistère) le 10 septembre 1945 est un géographe français, pionnier de l'océanographie en France. Ses travaux ont porté sur la Bretagne, les enjeux sociaux et géopolitiques, la mer et les océans. 

## Biographie

### Études et professorat de géographie
Issu d’un milieu modeste, il entre à l'École normale supérieure en 1891, passe l’agrégation d'histoire et géographie en 1894. Au cours de ces études, il est l'élève de Vidal de la Blache. 
À la fin de ses études, il devient successivement professeur de lycée à Pontivy (1894) et Brest (1896 - 1901), où il découvre un attrait puissant pour la mer avant d’être professeur de géographie à l’École navale de 1901 à 1913.  
Le parcours scientifique de géographe se caractérise par des recherches hétéroclites. Il consacre sa thèse en 1907 à une géographie sociale de la Basse-Bretagne, dans laquelle il a nettement individualisé les spécificités de la Basse-Bretagne concernant la vie économique et les conditions sociales. 
Puis, il devient examinateur honoraire à l’École navale de 1914 à 1931. 
Une césure dans son parcours est liée au fait de la Première guerre mondiale. Il est en campagne contre l'Allemagne de 1915 à 1916 en tant que sergent fourrier. Il reste enrôlé jusqu'en novembre 1918,  date à laquelle il est libéré du service. 
Il a travaillé en collaboration avec Jean Brunhes, pour la rédaction de l'ouvrage intitulé la Géographie de l'histoire (1921), qui, avec son ouvrage intitulé Les sciences géographiques (1925), montrent son intérêt pour les questions de méthodes. 
Il n'a pas eu d'élève à diriger en recherche. 
Tout en maintenant des contacts étroits avec la Bretagne, il termine sa carrière à Paris aux lycées Buffon et Janson-de-Sailly, puis à l’École des hautes études commerciales de 1920 à 1931. 

### Océanographe reconnu et intellectuel engagé
Par son travail de recherche, il s’intéresse à la géographie de la mer et des océans, le contexte social et les enjeux géopolitiques. Il fait paraitre un grand nombre d'articles, faisant connaitre en France les recherches sur l'océanographie dans le monde. Considéré comme le pionnier français de l'océanographie, notamment pour sa Géographie générale des mers publiée en 1933. dans ses travaux, il prône la théorie du mélange des eaux marines et la délimitation d'un océan austral. Il était opposé au Transsaharien ou encore au projet du canal des Deux-Mers.
Il a également cherché à être un acteur de la réforme régionale en plaidant pour l’avènement d’une société républicaine dans laquelle les ouvriers et les paysans se libèreraient de la tutelle des notables et du clergé. Il prend parti pour une « civilisation où de nouveaux groupes économiques et sociaux réclament leur part de soleil » et, dans différents ouvrages, s’intéresse largement aux enjeux géopolitiques et maritimes de la construction des États.
Il a joué un rôle dans certains débats publics, par exemple : il milite pour la suppression des départements au profit des régions, afin de penser la régionalisation, en particulier la réorganisation administrative en Bretagne.

### Participation à des sociétés savantes
Il est membre de plusieurs sociétés savantes en France et outre-Atlantique : membre du Conseil de l'Association de géographes français (AGF), de la commission du Comité national français de géographie (CNFG), de l'Atlas de France dès 1920, de l'American Geographical Society, et de la commission de géographie de la Ligue maritime et coloniale.

### Mort
Il meurt le 10 septembre 1945 après avoir assisté aux combats de la Libération.

## Publications

### Thèses de doctorat de Lettres
- La Basse-Bretagne, étude de géographie humaine, Ed. Cornely et Cie, Paris, 1905, 320 p (rééd. Statkine, Genève, 1980)[1].
- Penmarch aux XVIe et XVIIe siècles, thèse complémentaire au doctorat, Paris, 1906, 42 p[1].

### Ouvrages et article de géographie générale
- Géographie sociale. Le sol et l’État, Doin, Paris, 1911.
- La Géographie de l’histoire. Géographie de la guerre et de la paix sur mer, Alcan, Paris, 1921 (avec J. Brunhes).
- Les Sciences géographiques, Alcan, Paris, 1925.
- Les Aspirations régionalistes et la géographie, le Mercure de France, 1928, p. 568-585.
- Rivières, pays et maisons de France, la géographie, 1921, p. 117-126.

### Monographies - études territoriales
- « L’Évolution de la vie rurale en Basse-Bretagne », Annales de géographie, tome XIV, no 73, 1905, p. 36-51.
- « À propos de la Ceinture dorée », Annales de géographie, volume 14, no 78, 1905, p. 456-459[lire en ligne (page consultée le 27/09/2019)].
- Études de Basse-Bretagne : un groupe industriel Huelgoat-Poullaouen, imprimerie Chevalier, Morlaix, non daté, 7 p.
- La Division régionale appliquée à la Bretagne, (extrait de la Dépêche de Brest, 9 février, 27 février et 23 mars 1912), 23 p.
- La Montagne noire de Basse-Bretagne, annales de géographie, tome XIX, no 105, 1910, 21 p.
- L’Archipel de la Manche, Hachette, Paris, 1913, 256 p (p. 249-253).
- Plaidoyer pour la chapelle des bergers, bulletin de la société archéologique du Finistère, nov-déc.1920, 15 p.
- L. Oges, Géographie du département du Finistère, préface de C. Vallaux, Ed. Le Goaziou, Quimper, 1922, 32 p.
- Sur les côtes de Norvège, Hachette, Paris, 1923, 189 p.
- Les Campagnes des armées françaises (1792-1815), Alcan, Paris, 1899.
- Visages de la Bretagne, Horizon de France, 2e éd, 1945, 183 p. (avec H. Waquet, C. Chasse et A. Dupouy).

### Géographie des mers et des océans
- « Océans et terres polaires », Annales de géographie, 1931, volume 40, no 226, p. 443-448.
- Mers et océans, Rieder, Paris, 1932, 100 p.
- Le Canal des deux mers. Rêveries et dangers, auto-édition, 1933, 12 p.
- Géographie générale des mers, Alcan, 1933, 796 p.
- Toponymie et topographie polynésiennes, annales hydrographiques, no 1382, 1955, 52 p.
- « Sur les oscillations des côtes occidentales de la Bretagne », Annales de géographie, A.Colin, Paris, 1903, volume 12, no 61, p. 19-30.
- Fondation de la section de Brest de l’association Les Bleus de Bretagne, La Bretagne nouvelle, 1904, p. 27-28.

## Distinctions
- Officier de la Légion d'honneur le 12 janvier 1926[6].
- Il a reçu de nombreux prix et décorations décernés par la Société de Géographie, de la Société Commerciale de Géographie, de la Ligue maritime et coloniale[3].

## Hommages
Une rue et un collège du Relecq-Kerhuon, près de Brest, lui rendent hommage.

#### Bases de données et dictionnaires
- Ressources relatives à la recherche :   - Biodiversity Heritage Library
  - La France savante
  - Persée
  - Thèses de doctorat ès lettres soutenues en France de 1808 à 1940
- Ressource relative à la littérature :   - Projet de recherche en littérature de langue bretonne
- Ressource relative à la vie publique :   - base Léonore
- Notices d'autorité :   - VIAF
  - ISNI
  - BnF (données)
  - IdRef
  - LCCN
  - GND
  - Espagne
  - Pays-Bas
  - Pologne
  - Israël
  - NUKAT
  - Tchéquie
  - WorldCat